# 紫陽社
紫陽社（しようしゃ）は、日本の出版社。1974年2月に詩人の荒川洋治が立ち上げた詩集の出版社として知られる。

## 概要
1974年2月に設立された荒川洋治の個人出版社。新しい詩の世界を表現することを目指し、蜂飼耳など多くの新人の第一詩集を手掛ける。第一冊目の清水哲男『水甕座の水』（1975）以来、これまでに200点以上の書籍を刊行してきた。
『80年代詩叢書』の第一回配本井坂洋子『朝礼』（1979）、第二回配本伊藤比呂美『姫』（1979）、『叢書・女性詩の現在』（1982）などにより、女性詩ブームを生み出した。
1994年からは韓国や中国の作家の詩集や短編集も刊行。

## 受賞歴
- 1974年　清水哲男『水甕座の水』がH氏賞
- 1979年　松下育男『肴』がH氏賞
- 2000年　蜂飼耳『いまにもうるおっていく陣地』が中原中也賞[2]
- 2013年　大江麻衣『にせもの』が小熊秀雄賞[3]